# Edd China
Edd China (n. 9 mai 1971, Londra, Anglia, Regatul Unit) este un mecanic auto care a apărut în mai multe seriale de televiziune britanice printre care Wheeler Dealers și Auto Trader, la care colaborează cu Mike Brewer, reparând mașinile pe care Mike i le aduce, și la emisiuni la radio.
A fost educat la King Edward's School, Witley, și deține o diplomă în Ingineria designului de produs de la Universitatea South Bank din Londra. Edd este managerul propriei companii, Cummfy Banana Limited, care a fost fondată în martie 1999 pentru producerea și modelarea unor vehicule speciale pentru reclame și ocazii speciale ca nunți și baluri de absolvire.
China deține recordul mondial pentru „cea mai rapidă piesă de mobilier”, cu o viteză 148 km/h (92 mph), depășindu-și propriul record de 82 mph. A mai apărut la Top Gear, unde a expus un Rover 800 (cumpărat pentru 200 de lire sterline) care a fost modificat în stilul „James Bond”, având gadgeturi și un scaun catapultabil, modificările costând £100. Mașinile supraetajate din Top Gear (sezonul 11 episodul 6, Britanici vs. Germani) au fost de asemenea produse de Edd.

## Recorduri mondiale
| Dată              | Descriere                                                                        | Record               | Statut                              |
| ----------------- | -------------------------------------------------------------------------------- | -------------------- | ----------------------------------- |
| 1998              | Recordul mondial Guinness pentru cea mai rapidă mobilă.                          | 140 km/h; 87 mph     | Depășit de Edd însuși (11 mai 2007) |
| 9 septembrie 2005 | Recordul mondial Guinness pentru cel mai mare cărucior de cumpărături motorizat. | 2,99 × 1,80 × 3,47 m | Record                              |
| 9 noiembrie 2006  | Recordul mondial Guinness pentru cel mai rapid birou.                            | 140 km/h; 87 mph     | Record                              |
| 11 mai 2007       | Recordul mondial Guinness pentru cea mai rapidă mobilă.                          | 148 km/h; 92 mph     | Record                              |
| 7 noiembrie 2008  | Cel mai rapid pat                                                                | 111 km/h; 69 mph     | Record                              |
| 10 martie 2011    | Cea mai rapidă toaletă                                                           | 68 km/h; 42,25 mph   | Record                              |
| 1 aprilie 2011    | Cea mai rapidă căsuță de grădină                                                 | 94 km/h; 58,41 mph   | Record                              |